# Câmpulung
Câmpulung (în germană Langenau, latină Longuscampus, Longo-Campo sau Longocampo) sau Câmpulung Muscel este un municipiu în județul Argeș, Muntenia, România, format din localitățile componente Câmpulung (reședința) și Valea Rumâneștilor.

## Geografie
Orașul se află în nord-estul județului, în depresiunea omonimă, la o altitudine de 580–780 m, în Muscelele Argeșului, la poalele Munților Iezer, pe malurile Râului Târgului. Orașul este străbătut de șoseaua națională DN73, care leagă Piteștiul de Brașov, aflându-se la o distanță de 52 km de Pitești și 84 km de Brașov. La Câmpulung, din acest drum se ramifică șoseaua județeană DJ737, care duce spre sud-est la Mioarele și Boteni (unde se termină în DN73D); șoseaua județeană DJ734, care duce spre nord la Lerești; și șoseaua județeană DJ732C, care duce spre vest la Bughea de Jos, Godeni (unde se intersectează cu DN73C) și Schitu Golești (unde se termină în DN73). Pe calea ferată, orașul are stațiile Câmpulung și Parc Krețulescu, ultima fiind capătul unei linii de cale ferată care duce spre sud la Golești, unde se unește cu calea ferată București-Pitești.

## Istorie
Din evul mediu și până în anul 1822, când a fost retrasă autonomia orășenească, judele orașului era ales în Biserica Bărăția în a treia duminică de după Paștele catolic. În timpul domniei lui Șerban Cantacuzino (1678-1688) au fost exercitate presiuni pentru trecerea juzilor catolici ai Câmpulungului la ortodoxie.
La sfârșitul secolului al XIX-lea Câmpulungul era reședința județului Muscel, cu o populație de 11.244 locuitori. Străzile lui principale erau Negru Vodă, Râului, Matei Basarab și Gruiului, mergeau paralel cu centrul orașului și erau pietruite, iar pe unele erau plantați arbori. Erau amenajate trei piețe (Sfântul Ilie, Scheiul și a Județelor); piața Sfântul Ilie era cea principală, aflată lângă biserica cu același hram; acolo se ținea târg săptămânal, precum și un mare târg anual între 17 și 28 iulie, de Sfântul Ilie. Existau în oraș școli primare de băieți și fete, un gimnaziu, o școală normală, spital, cazărmi de dorobanți și călărași, poștă și muzeul „Negru Vodă”. Funcționau 19 biserici, între care și mănăstirea Câmpulung. Anuarul Socec din 1925 consemnează orașul cu același statut, având o populație de 16.100 de locuitori.
În 1950 județul Muscel a fost desființat, iar Câmpulungul a devenit oraș raional, reședință a raionului Muscel din regiunea Argeș. În 1968, la reforma administrativă, orașul a pierdut statutul de centru administrativ regional, devenind oraș al județului Argeș. Câmpulung a fost declarat municipiu în 1994.

### Primele tipărituri din orașul Câmpulung Muscel
Înaintea inventării și răspândirii tiparului, cărțile și copiile lor erau scrise de mână de către meșterii copiști. În Evul Mediu și în perioada Renașterii, manuscrisele erau păstrate cu precădere de mânăstiri, de unde se răspândeau, în general, spre alte mănăstiri, dar și spre puținii mireni interesați de ele.
În țările germane de pe Rinul de mijloc, Johannes Gutenberg  inventează și pune în folosință tiparul în secolul XV - pe la 1450. De aici, acesta va ajunge la noi pe 1508, dar cărțile tipărite în limba română vor apărea ceva mai târziu.
În Țările Române, tiparul este adus la circa o jumătate de secol după ce invenția lui Gutenberg a fost dată în folosință, la 25 de ani după tipărirea primei cărți în limba slavonă (Veneția, 1483) și la 17 ani de la tipărirea primelor cărți în alfabetul chirilic (Cracovia, 1491), ca dovadă a interesului deosebit față de carte al învățaților români. Dornic să reintroducă tiparul în Țara Românească, domnitorul Matei Basarab, a încercat, în repetate rânduri, să colaboreze cu un călugăr franciscan - Rafael Levakovic - care avea o tiparniță chirilică la Roma, unde se tipăreau cărți în limba slavonă. Acesta nu a răspuns inițiativei domnului, care intenționa să întemeieze o tiparniță chirilică în Țara Românească, așa că Matei Basarab s-a adresat mitropolitului Kievului, Petru Movilă. Acesta a trimis de la Kiev o tiparniță întreagă, desăvârșită, cu literă de cinci feluri, însoțită și de tipografi bine instruiți. Tipografia a fost instalată la Câmpulung Muscel în 1635, loc unde vor fi tipărite și de unde vor fi trimise cărți ortodoxe popoarelor ortodoxe din Peninsula Balcanică, după care a fost mutată la Mănăstirea Dealu de lângă Târgoviște - capitala Țării Românești și reședința mitropolitului muntean.
Molitvenicul slavonesc a fost prima carte tipărită la Câmpulung, în urma hotărârii luate prin voire și sfat obștesc, mai întâi să se scoată la lumină acesta. Ispravnicul însărcinat cu tipărirea ei, numit de domnitor, a fost Ivașco Băleanu, iar adunător și așezător de cuvinte a fost Ioan Glebcovici. Titlul complet al cărții era Trebnic adică Molitvenic cuprinzând în sine rândurile bisericei cele ce se cuvin preoților și era considerată cea mai necesară carte liturgică. Tot în titlu se spune că s-au tipărit mai întâi în tipografia Milostivirei sale D-lui Io Matei Basarab în Câmpulung anii de la zidirea lumii 7143, iar de la întruparea Mântuitorului Christos 1635. Unul dintre Molitvenicele tipărite atunci se găsește la Biblioteca Academiei Române. Din adnotările foștilor proprietari făcute pe marginea foilor reiese o parte a circulației în timp și spațiu de care s-a bucurat exemplarul și dovedește importanța și necesitatea sa pentru viața cultică. Acesta a fost cumpărat de preotul Todor zet Sabin Dontaș din târgul din Bârlad de la preotul Ion Hriscu,  ca să-mi fie pentru slujba preoțimei și feciorilor mei din care le va alege milostivul Dumnezeu...la leat 7243 (1734), apoi Moscalii Hotinul a luat a doua oară în zilele lui Ion Mihai Calimachi Voevodul dreptul și creștinul, iar la pagina 100 există și o notă în limba rusă.   
La 17 septembrie 1642 a ieșit, de sub tiparul de la Câmpulung, cea dintâi carte în imba română cu conținut moral-filosofic: „Învățături peste toate zilele alese pe scurt din multe dumnezeiești cărți de folosința tuturor creștinilor, prepuse de pe limba grecească...cu multă îngrijire și cu cheltuiala eromonahului Melhisedec egumenul Sfântei Mănăstiri a Adormirei prea Sf. Născătoare de Dumnezeu în Câmpulung în anul 1642”. Aceasta a fost tradusă din limba greacă din inițiativa lui Melhisedec, primul egumen al mănăstirii Negru Vodă. Scrisă în limba română, cartea se adresa nu numai celor ce știu, ce și celor proști, ce nu știu - nu doar învățaților, ci și oamenilor de rând.   
Învățăturile cuprindeau sfaturi, propovăduiau iubirea de apropae, răbdarea, umilința, milostenia, pocăința, încurajau spovedania, lupta împotriva urii și a pohtei de arginți.   
A treia carte tipărită la Câmpulung, care apare la 11 octombrie 1643, este Antologhionul slavonesc - Antologhion, care va să zică Civetoslov Trifologhion, urmările dumnezeieștilor sărbători domnești, ale nascerii Maicii Domnului și ale Sfinților părinți cu binecuvântarea și ajutorul prea puternicului Dumnezeu...în Câmpulung în anul 7152 de la nașterea lui Christos 1643 - la care egumenul Melhisedec lucrase din 13 decembrie 1642. Alături de el, au lucrat cu silință și nenumărată cheltuială doi tipografi: sârbul Ștefan Ieromonahul din Ohrida și rusul Ioan Cunotovici. În numele egumenului Melhisedec, învățatul vorbește despre importanța existenței tipografiei pentru îndreptarea sufletelor creștinești și își exprimă speranța că vor urma și alte cărți care se vor scoate, crescând chiar și prin nedestoinicii, binefacerile lăudate de toți și întotdeauna. Din a doua predoslovie reiese dorința domnitorului Matei Basarab ca respectiva scriere - una dintre puținele existente, dar foarte necesare - să fie de folos ortodocșilor în fața altor culte străine care amenințau credința strămoșească, în vremea aceea.   

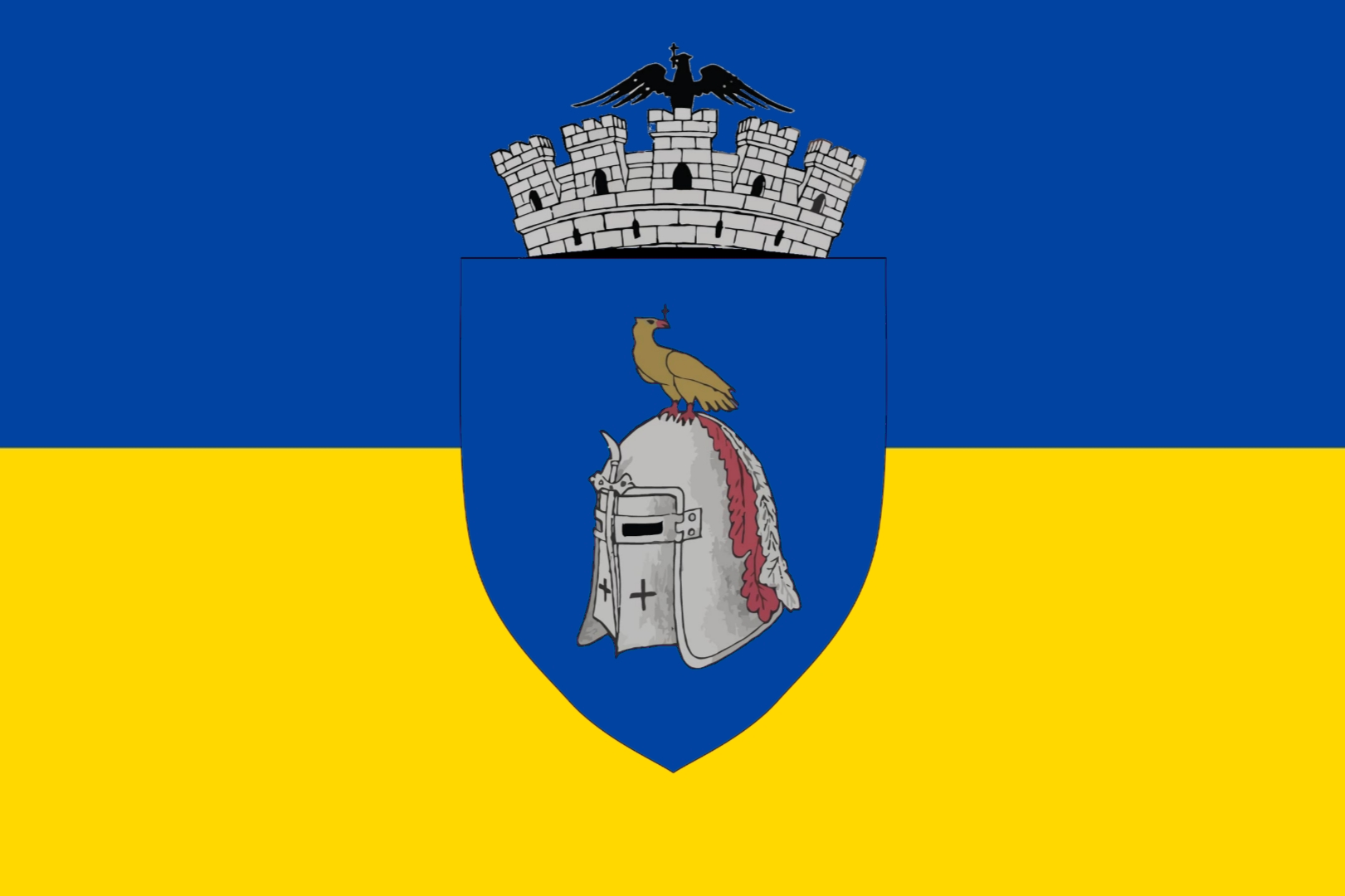
Drapelul oficial al Câmpulungului

Se pare că au existat două ediții ale Antologhion-ului. Prima îl are trecut pe foaia de titlu pe Theofil, mitropolitul Țării Românești, iar a doua îl menționează pe egumenul Melhisedec.   
În 1650, a fost tipărită ultima carte de la Câmpulung, o Psaltire slavonească. Aici se găsește scris: s-a tipărit această carte numită psaltire în timpul domniei mareului Io Matei Basarab și a întru înalt prea sfințitului Kyr. Ștefan, cu mila lui Dumnezeu episcop și mitropolit al Târgoviștei și al întregei țări a Ungrovlahiei, în tipografia prea cuviosului Kyr. Melhisedec ieromonahul, întâiul egumen al Mănăstirii Câmpulungului...în anul de la zidirea lumii 7158 (1650) luna martie 9 zile. În epilog se precizează că tipograful a fost Preda Stancovici din Câmpulung și apare trecut, pentru prima dată, corectorul unei cărți: ieromonahul Dionisie Ecleshiarhul.   
După 1650, documentele nu îl mai amintesc pe egumenul Melhisedec, iar la Câmpulung nu se mai tipărește nimic. Se pare că sufletul vechii tiparnițe a fost acest ieromonah, sub a cărui purtare de grijă s-au tipărit aceste patru cărți, în decurs de cincisprezece și care a ținut seamă de dorințele și de eforturile domnului Matei Basarab, secondat de învățatul Udriște Năsturel.   
Tipografia de la Câmpulung a fost o parte a unui întreg, ce cuprindea și tiparnițele aflate la mănăstirea Govora și la mănăstirea Dealu și care vor fi urmate de cele de la Snagov sau Râmnic. Toate acestea slujeau dorinței de înălțare și întărire spirituală spre care tind învățații timpului.   
Domnitorul Matei Basarab a ales ca loc de funcționare al tiparniței orașul Câmpulung deoarece acesta era un centru cultural al vremii, unde hotărăște să își aibă sediul și mitropolia Țării Românești. Spre deosebire de manuscris, cartea tipărită nu necesita un cost ridicat de producție, deci nici prețul de vânzare nu era ridicat; astfel, ea devenea accesibilă și oamenilor simpli și târgoveților aflați în oraș, care o puteau transporta cu ei și spre alte locuri. Cum dimensiunile cărții erau mult reduse față de cele ale manuscrisului, aceasta era ușor de transportat. Toate acestea fac să crească circulația cărții și numărul celor interesați de ea.   
La numai unsprezece zile de la apariția Învățăturilor la Câmpulung, la Govora apare o Evanghelie învățătoare (22 septembrie 1642). Tipografii Ștefan Ieromonahul și Ioan Cunotovici veniseră de la mănăstirea Govora la Câmpulung, unde lucraseră la Psaltirea slavonă din 1638-1641, iar cel din urmă pleacă de la Câmpulung spre mănăstirea Dealu, ca să termine Evanghelia învățătoare din 1644, începută în 1642, la Govora.   
Dintre cei cărora meșterii tipografi veniți împreună cu tiparnițele le-au transmis meșteșugul lor face parte dascălul popa Dobre. Acesta a fost trimis de Matei Basarab de au făcut tipare...în Ardeal - așa fiind înființată o nouă tipografie românească la Alba Iulia. Legătura culturală permanentă dintre Țările Române este întreținută de circulația cărții tipărite și de dorința de a cunoaște de care dau dovadă românii. Meșterii tipografi se mută de la o tipografie la alta, merg în Transilvania cu materialele și știința lor, pentru a înființa, din nou, o tipografie, cărturarii circulă în Țările Române, întreținând continuitatea unui flux de cunoștințe și idei care se propagă din afară în Principatele Române, dar și invers. Este dorința românilor de a sta în legătură unii cu alții și cu cei din afara țării lor, fără granițe și opreliști culturale și care va da roade în cultura românească, ale cărei baze se pun temeinic în acest secol al XVII-lea.   

## Demografie
Componența etnică a municipiului Câmpulung
     Români (85,14%)
     Romi (1,36%)
     Alte etnii (0,15%)
     Necunoscută (13,36%)
Componența confesională a municipiului Câmpulung
     Ortodocși (82,09%)
     Alte religii (3,47%)
     Necunoscută (14,43%)
Conform recensământului efectuat în 2021, populația municipiului Câmpulung se ridică la 27.574 de locuitori, în scădere față de recensământul anterior din 2011, când fuseseră înregistrați 31.767 de locuitori. Majoritatea locuitorilor sunt români (85,14%), cu o minoritate de romi (1,36%), iar pentru 13,36% nu se cunoaște apartenența etnică. Din punct de vedere confesional, majoritatea locuitorilor sunt ortodocși (82,09%), iar pentru 14,43% nu se cunoaște apartenența confesională.
| 1859 | 8,283  |
| 1900 | 13,033 |
| 1912 | 16,090 |
| 1930 | 13,868 |
| 1948 | 18,174 |
| 1956 | 18,880 |
| 1966 | 24,877 |
| 1977 | 31,533 |
| 1992 | 44,125 |
| 2002 | 38,285 |
| 2011 | 31,767 |
| 2021 | 27,574 |

010.00020.00030.00040.00050.00019121948196619922011populațiePopulația istorică din Câmpulung
Date: Recensăminte sau birourile de statistică - grafică realizată de Wikipedia

## Administrație
Municipiul Câmpulung este administrat de un primar și un consiliu local compus din 19 consilieri. Primarul, Elena-Valerica Lasconi, de la Alianța Dreapta Unită, este în funcție din octombrie 2020. Începând cu alegerile locale din 2024, consiliul local are următoarea componență pe partide politice:
|  | Partid                          | Consilieri | Componența Consiliului | Componența Consiliului | Componența Consiliului | Componența Consiliului | Componența Consiliului | Componența Consiliului | Componența Consiliului | Componența Consiliului | Componența Consiliului | Componența Consiliului | Componența Consiliului |
|  | ------------------------------- | ---------- | ---------------------- | ---------------------- | ---------------------- | ---------------------- | ---------------------- | ---------------------- | ---------------------- | ---------------------- | ---------------------- | ---------------------- | ---------------------- |
|  | Alianța Dreapta Unită           | 11         |                        |                        |                        |                        |                        |                        |                        |                        |                        |                        |                        |
|  | Partidul Social Democrat        | 5          |                        |                        |                        |                        |                        |                        |                        |                        |                        |                        |                        |
|  | Partidul Național Liberal       | 2          |                        |                        |                        |                        |                        |                        |                        |                        |                        |                        |                        |
|  | Alianța pentru Unirea Românilor | 1          |                        |                        |                        |                        |                        |                        |                        |                        |                        |                        |                        |

În sistemul judecătoresc, la Câmpulung se află sediul unei judecătorii cu jurisdicție asupra orașului și a 25 de comune din nord-estul județului Argeș. Judecătoria este subordonată Tribunalului Pitești.

## Educație
- Școli de stat:
  - Școala Generală Nr. 1 Oprea D. Iorgulescu
  - Școala Gimnazială C. D. Aricescu (fosta Școală Generală Nr. 2)
  - Școala Generală Nr. 3 Nanu Muscel
  - Școala Generală Nr. 4 (Structură Sc. Gim. C.D. Aricescu)
  - Școala Gimnazială Theodor Aman

- Școli private:
  - Școala "Sfântul Iacob"
- Licee:
  - Colegiul Național „Dinicu Golescu”[36]
  - Colegiul Pedagogic "Carol I"
  - Colegiul Tehnic Câmpulung
  - Liceul Tehnologic Auto Câmpulung[37]
  - Liceul Național de Atletism
  - Liceul Teoretic "Dan Barbilian"
  - Seminarul Teologic Liceal Ortodox
- Universități:
  - Universitatea "Spiru Haret" (Facultatea de Finanțe și Contabilitate)
- Școli speciale:
  - Școala de Muzică și Arte Plastice
  - Centrul Școlar de Educație Incluzivă „Sfântul Nicolae”
- Centre pentru copiii cu dizabilități:
  - Centrul Școlar Special
  - Casa de Copii Școlari Nr. 1 - Băieți

## Biserici

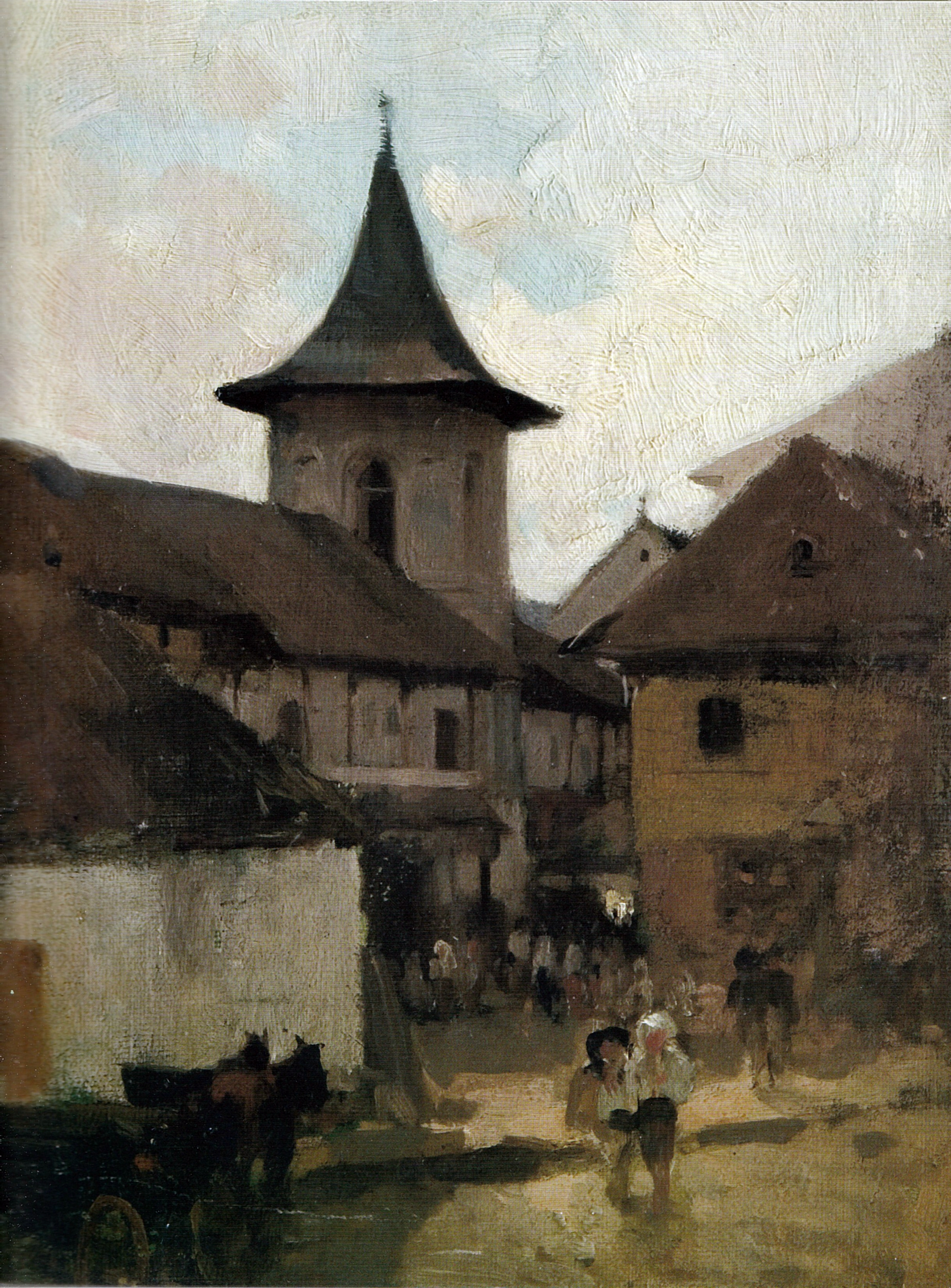
Biserica Bărăția din Câmpulung, pictură de Nicolae Grigorescu

- Biserica Bărăția din Câmpulung, monument istoric (sec. XIII-XIV)
- Biserica Domnească din Câmpulung, monument istoric (sec. al XVI-lea)
- Biserica „Adormirea Maicii Domnului” - Fundeni din Câmpulung, monument istoric (sec. al XVIII-lea)
- Biserica Sfinții Împărați - Șubești din Câmpulung, monument istoric (sec. al XVIII-lea)

## Personalități
- Negru Vodă, descălecătorul Țării Românești
- Laurențiu de Câmpulung (d. 1300), ultimul comite sas al orașului Câmpulung;
- Basarab I (d. 1352), fondatorul Țării Românești
- Ion Negulici (1812-1851), pictor, participant la Revoluția Română din 1848;
- Constantin D. Aricescu (1823-1886), istoric, publicist, participant la Revoluția din 1848 din Țara Românească;
- Theodor Aman (1831-1891), pictor și grafician, pedagog, academician român, întemeietor al primelor școli românești de arte frumoase de la Iași și București;
- C. I. Parhon (1874-1969), demnitar comunist, medic endocrinolog și neuropsihiatru;
- George Oprescu (1881-1969), critic de artă, membru de onoare al Academiei Române;
- Ion Barbu (1895-1961), poet și matematician;
- Dimitrie Ionescu-Berechet (1896-1969), arhitect;
- Constantin Baraschi (1902-1966), sculptor;
- Petre Țuțea (1902 - 1991), eseist, filozof și economist, membru al Mișcării Legionare;
- Tudor Mușatescu (1903 - 1970), scriitor și umorist;
- Radu Gyr (1905 - 1975), scriitor, eseist și gazetar;
- Gheorghe Arsenescu (1907 - 1962), colonel anticomunist;
- Gabriel Moiceanu (n. 1934), ciclist;
- Adrian Săvoiu (n. 1954), profesor, publicist și istoric literar;
- Dorel Cristudor (n. 1954), atlet;
- Sorin Gheorghe Buta (n. 1961), deputat
- Cristina Dorcioman (n. 1974), arbitră de fotbal;
- Ionuț Bădescu (n. 1978), fotbalist;
- Denisa Dragomir (n. 1992), atletă;
- Ionuț Burnea (n. 1992), fotbalist.

## Galerie de imagini

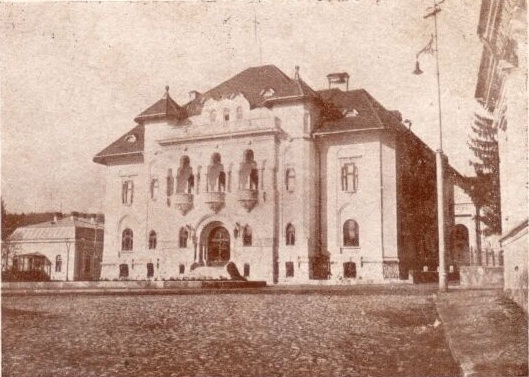
Primăria municipiului Câmpulung, fosta prefectură a județului Muscel în perioada interbelică (ilustrată de epocă).
Primăria municipiului Câmpulung, fosta prefectură a județului Muscel în perioada interbelică (imagine actuală).
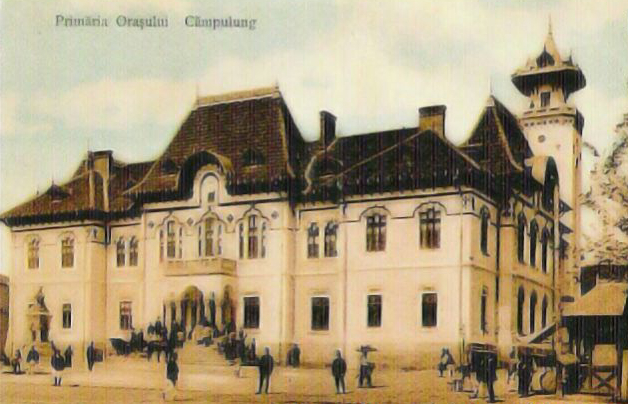
Palatul Culturii din Câmpulung, fosta primărie a orașului Câmpulung în perioada interbelică (ilustrată de epocă).
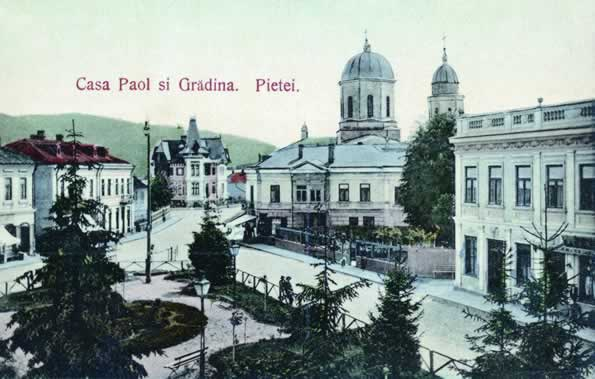
Fotografia s-a executat de la balconul Hotelului Regal. Se derulează în plan îndepărtat clădirile cu magazine la parter care există și azi, vila Paul, Biserica Domnească și Hotelul Grădișteanu. 1906 Ed. Răgădunescu (Variantă: ed. I. Staicu, 1913).
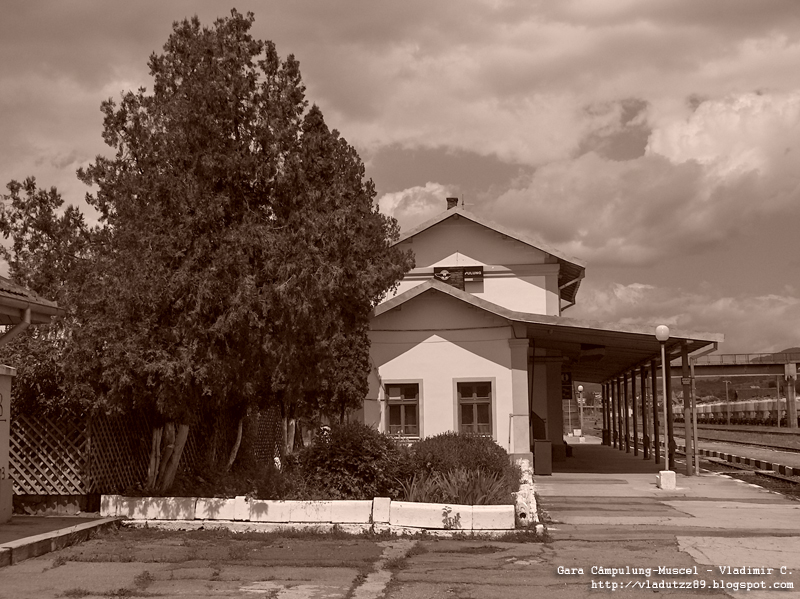
Gara Câmpulung-Muscel
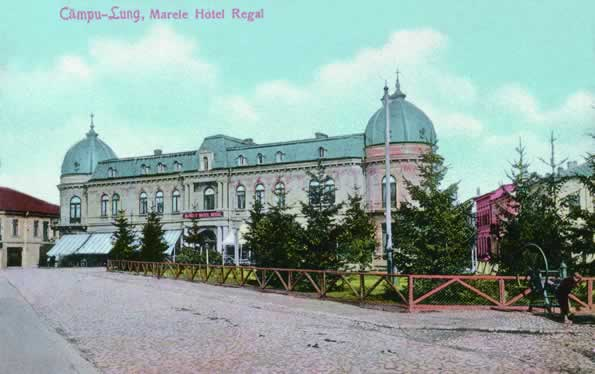
Centrul vechi (Piața regală) Vedere spre nord. 1908 Ed. Gh. N. Vlădescu, Nr.581 (Reluată și de alte edituri).
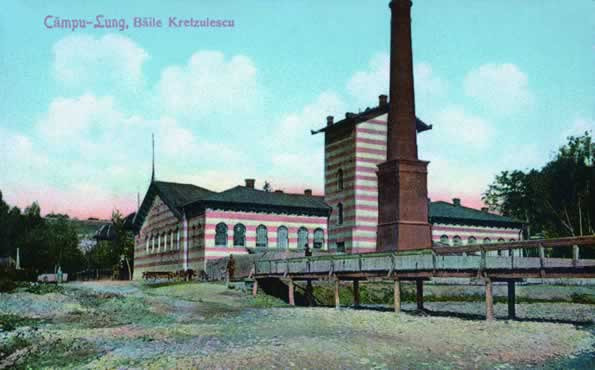
Vedere de ansamblu din Parcul Băilor Kretzulescu. 1900 Ed. Tache Niculescu (Aceeași editură: Vedere de pe podul băilor).
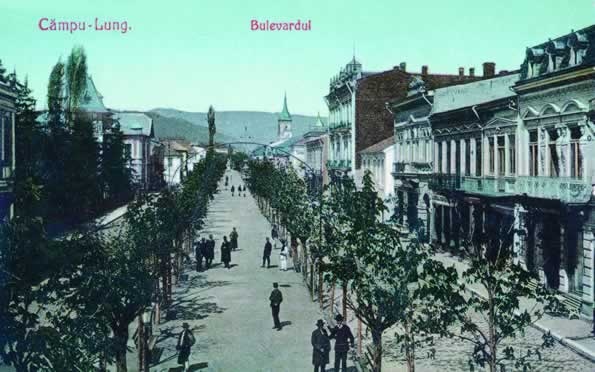
Bulevardul „Pardon”
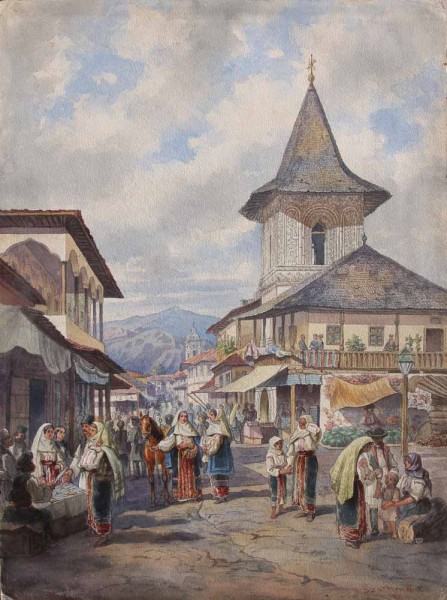
Carol Popp de Szathmáry - Biserica Bărăția din Câmpulung (acuarelă)
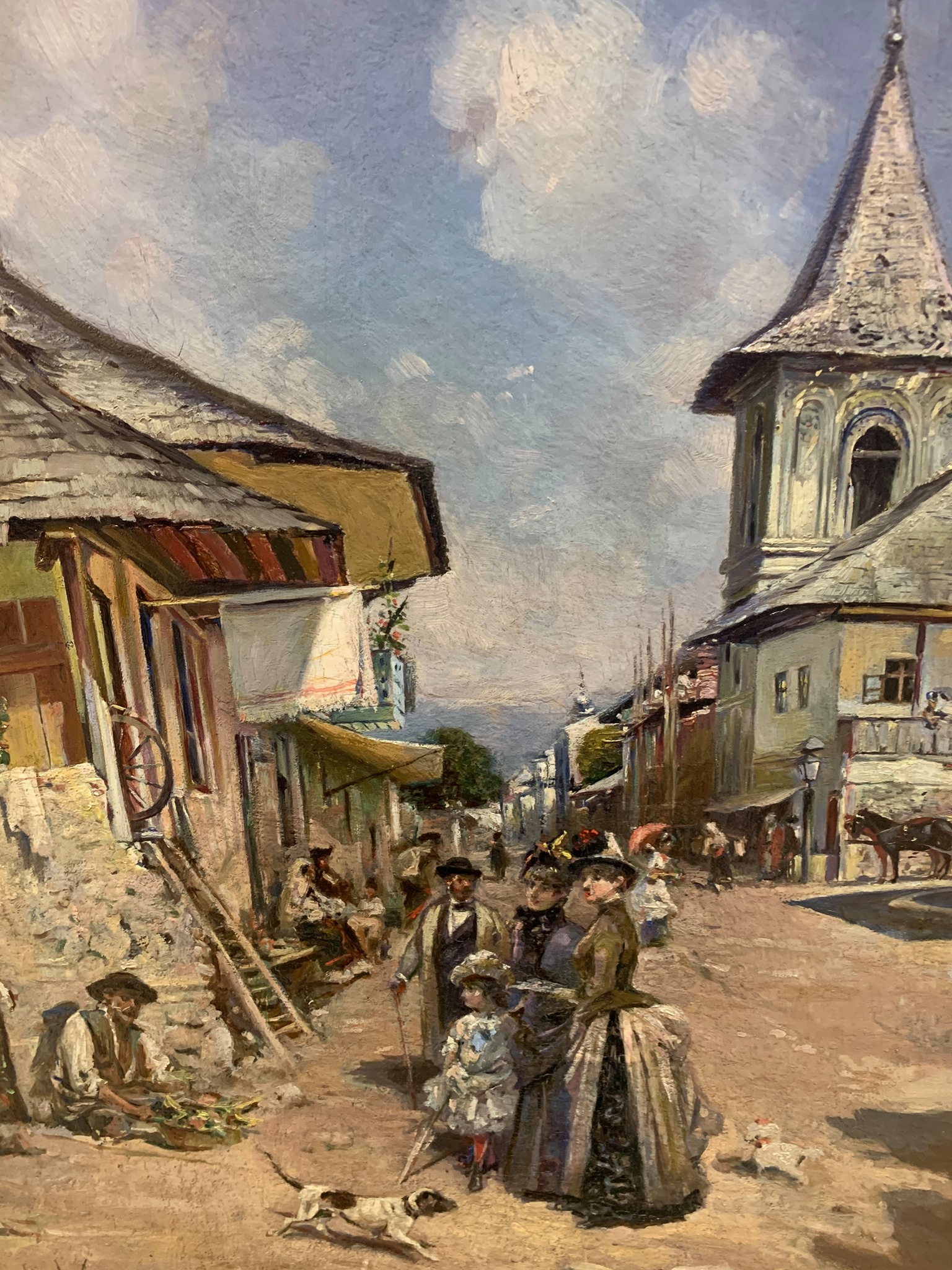
Theodor Aman - Stradă în Câmpulung, 1890